# Bolitoglossa platydactyla
Bolitoglossa platydactyla é uma espécie de anfíbio caudado pertencente à família Plethodontidae, sub-família Plethodontinae.